# Aldsworth
Aldsworth est une paroisse civile et un village du Gloucestershire, en Angleterre.